# Acanthobdellidea
De Acanthobdellidea zijn een infraklasse van de bloedzuigers. Over de indeling ervan bestaat geen consensus. Het gaat hier feitelijk om één soort bloedzuiger, Acanthobdella peledina, die zich onderscheidt van alle ander taxa die tot de bloedzuigers gerekend worden. Het is een parasiet op vissen die leeft in bergmeren in Scandinavië en andere koudwatermeren in Alaska en het noorden van Eurazië. De bijzondere positie van deze bloedzuiger werd in 1851 al onderkend door de Russische bioloog Nikolaj A. Livanow.

## Indeling
- Orde Acanthobdellida
  - Familie Acanthobdellidae
    - Geslacht Acanthobdella
      - Acanthobdella peledina Grube, 1851